# Messageries de la gare Saint-Lazare
Les messageries de la gare Saint-Lazare sont un ancien ensemble constitué de deux halles à marchandises, situé dans le 8e arrondissement de Paris, à proximité de la place de l'Europe. Cette ancienne annexe de la gare de Paris-Saint-Lazare était utilisée pour le service de la messagerie. Elle est aujourd'hui en partie occupée par un parc de stationnement (parking du pont de l'Europe).

## Situation
Le bâtiment, constitué de deux halles accolées, est situé entre la rue de Saint-Pétersbourg et le boulevard des Batignolles. Il est situé le long du faisceau de voies d'accès à la gare Saint-Lazare (ligne de Paris-Saint-Lazare au Havre).

## Histoire

### La mise en service des halles

#### La première halle

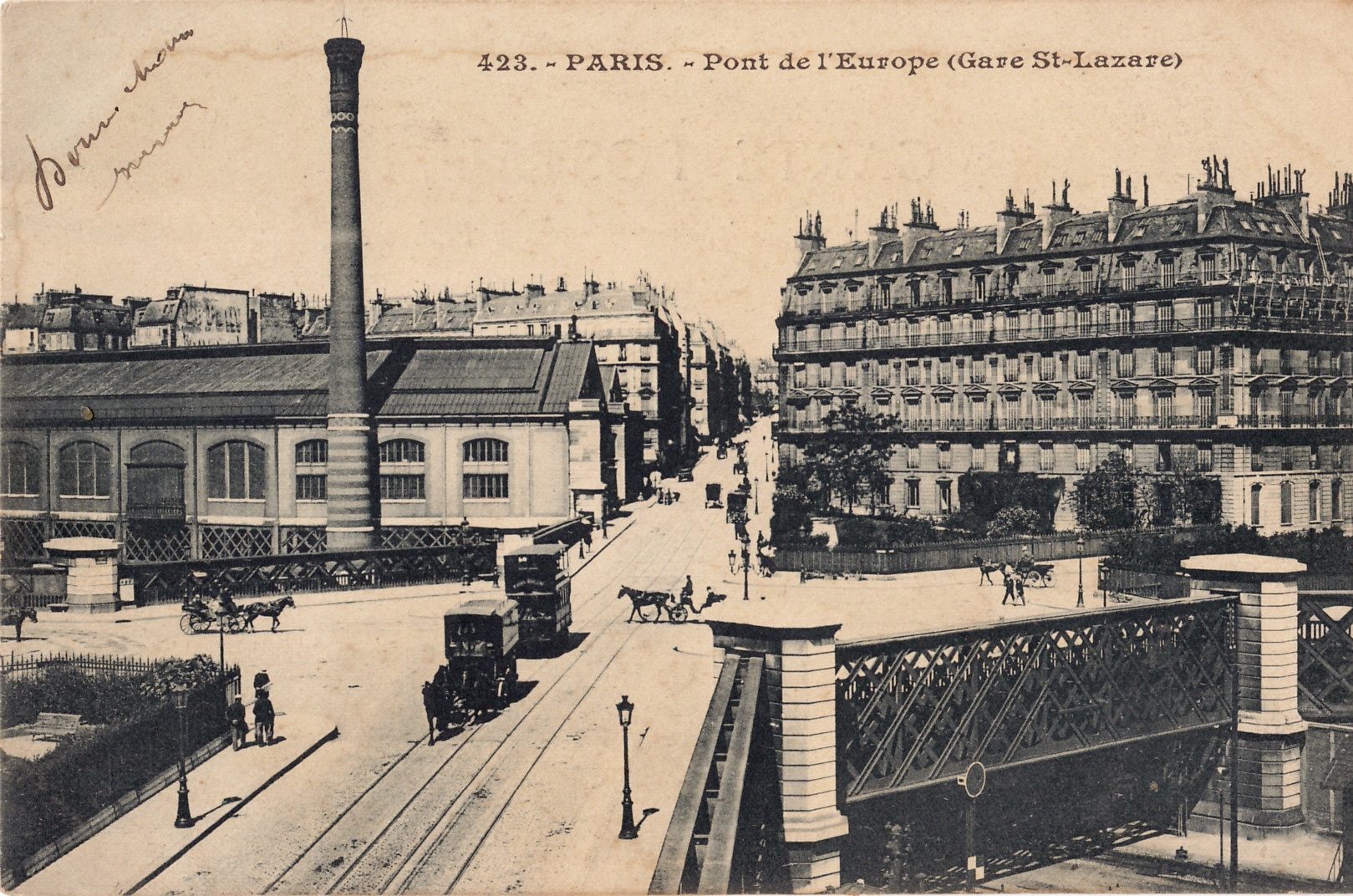
Carte postale ancienne du pont de l'Europe.

De 1885 à 1889, la gare Saint-Lazare est reconstruite dans sa forme actuelle. Pour ce faire, le service de la messagerie, situé dans la cour des arrivées des grandes lignes, doit être transféré plus au nord sur les anciens terrains des docks que la Compagnie des chemins de fer de l'Ouest possède près de la place de l'Europe. Cette halle est construite en 1886. En 1887, un bureau d'octroi y est créé.
Le service est constitué de deux niveaux. Au niveau inférieur, la surface occupée par les voies est de 5 000 m2 : sept voies sont consacrées à l'arrivée, à la formation et au départ des trains ; cinq voies permettent leur remisage. Les premières sont reliées par des aiguillages avec les voies de grandes lignes, alors que les secondes sont desservies par un appareil analogue pour wagons. Neuf cabestans avec poulies de renvoi facilitent également la manutention des wagons.
L'étage supérieur est mis en communication avec celui des voies par deux monte-wagons et deux monte-charges à plateau pour les colis de détail. L'ensemble du système (ascenseurs, grues, cabestans) est mu par des moteurs hydrauliques. Au niveau supérieur, le service des messageries est assuré par quatre voies longitudinales, reliées entre elles par deux voies transversales et neuf plaques tournantes de 4,50 m. Ces voies desservent deux quais hauts et un quai à chaises de poste. Une voie charretière de 10,50 m de large est située entre les deux voies du milieu. La manutention des colis s'opère à l'aide de quatre grues de chargement à pivot tournant de 1 500 kg et d'une grue du même type à deux pouvoirs, l'un de 3 000 et l'autre de 5 000 kg. Les wagons sont manœuvrés sur les voies et sur les plaques au moyen de six cabestans. Du fait de l’exiguïté des lieux, le système hydraulique (chaudières, les pompes et les accumulateurs) est situé dans un bâtiment près de la gare des Batignolles (actuelle gare de Pont-Cardinet).
La gare supérieure se compose de trois parties distinctes : l'une en bordure de la rue de Berne, forme un rectangle d'une longueur de 50 m sur 22,5 m de large ; la deuxième, s'étendant le long des voies principales et par-dessus les voies établies sur les anciens terrains des docks, mesure 108 m de long sur 29,4 m de large ; enfin, une troisième partie triangulaire raccorde les deux halles avec l'alignement oblique de la rue de Saint-Pétersbourg. L'ensemble de ces trois parties offre une surface utilisable de 5 000 m2,. La plateforme repose sur une charpente métallique s'appuyant sur le mur de soutènement de la rue de Berne et sur deux rangées de piliers distants de 29,4 m placées parallèlement aux voies principales. Ces piliers, bâtis en pierre de taille dure, mesurent 1,80 m de large sur 2,25 m de hauteur ; ils sont distants de 10,25 m d'axe en axe, sauf les deux derniers qui sont espacées de 5,5 m seulement. La plateforme est recouverte par une toiture composée de fermes correspondant aux travées du dessous : un premier cours de fermes de 22,5 m de portée (partie sur la rue de Berne) ; un second cours de 29,4 m de portée régnant sur la partie du côté des voies principales ; enfin des fermes placées parallèlement à la rue de Saint-Pétersbourg, dont la dernière forme un pignon en façade fermé par un rideau vitré. Les murs en élévation sur la rue de Berne et la rue de Saint-Pétersbourg sont en briques jaunes et rouges avec des encadrements, des chaînes, des bandeaux et corniches en pierre de taille. Du côté des voies principales, dans les intervalles des colonnes, se trouvent encadrés des murs en briques reposant sur des soubassements en pierre de taille et percés de grandes baies. Celles des baies qui se trouvent en prolongement des lignes de plaques tournantes sont fermées, dans leurs parties inférieures, par un grand balcon circulaire destiné à permettre le mouvement tournant des wagons. De chaque côté de l'entrée sur la rue de Saint-Pétersbourg, deux bâtiments distincts abritent les bureaux de la gare : les rez-de-chaussée sont affectés aux arrivages et aux expéditions et à des services accessoires, tels que la douane ; aux premiers étages se trouvent les bureaux du service intérieur de la Compagnie,.

Images d'archives
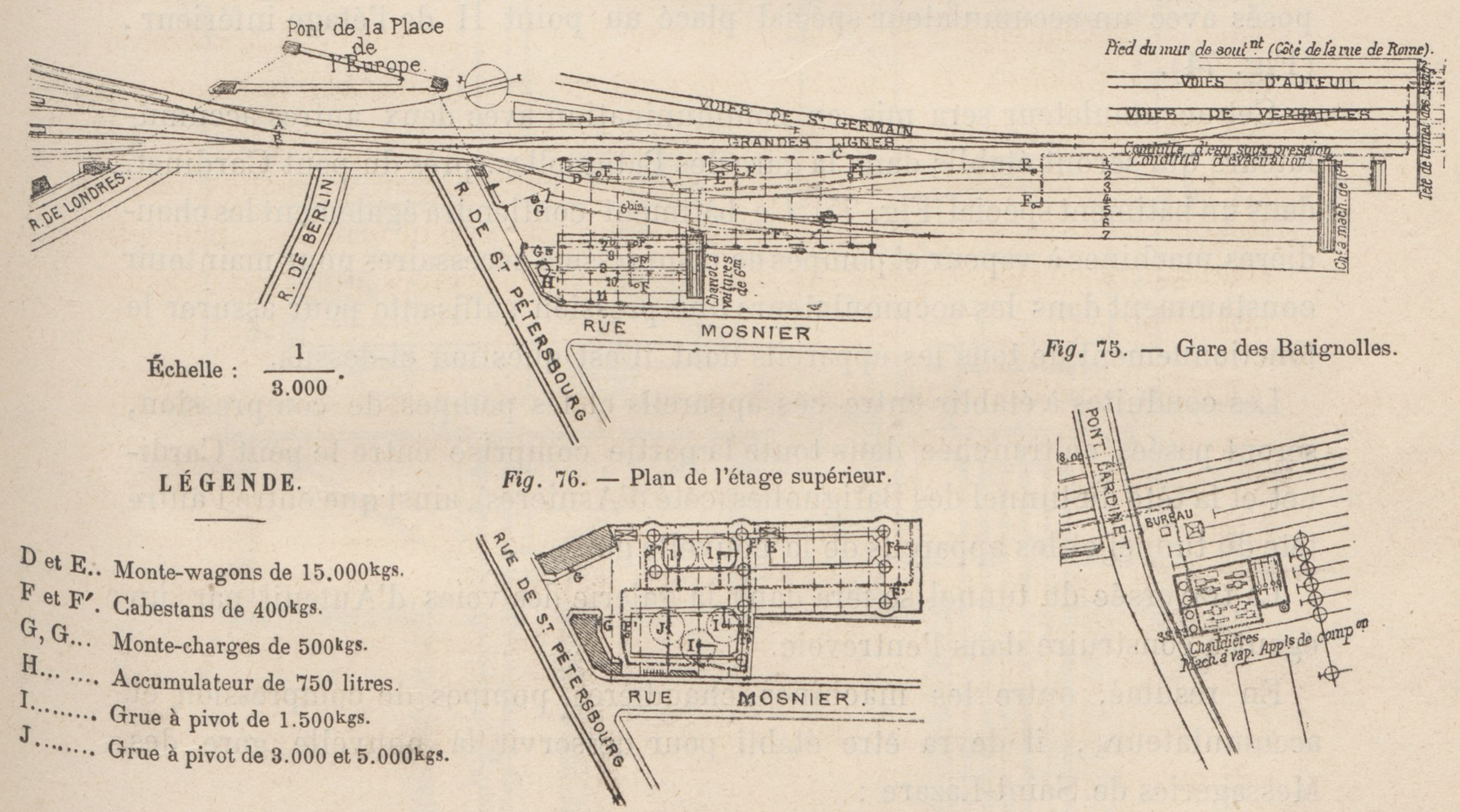
Plans de situation.
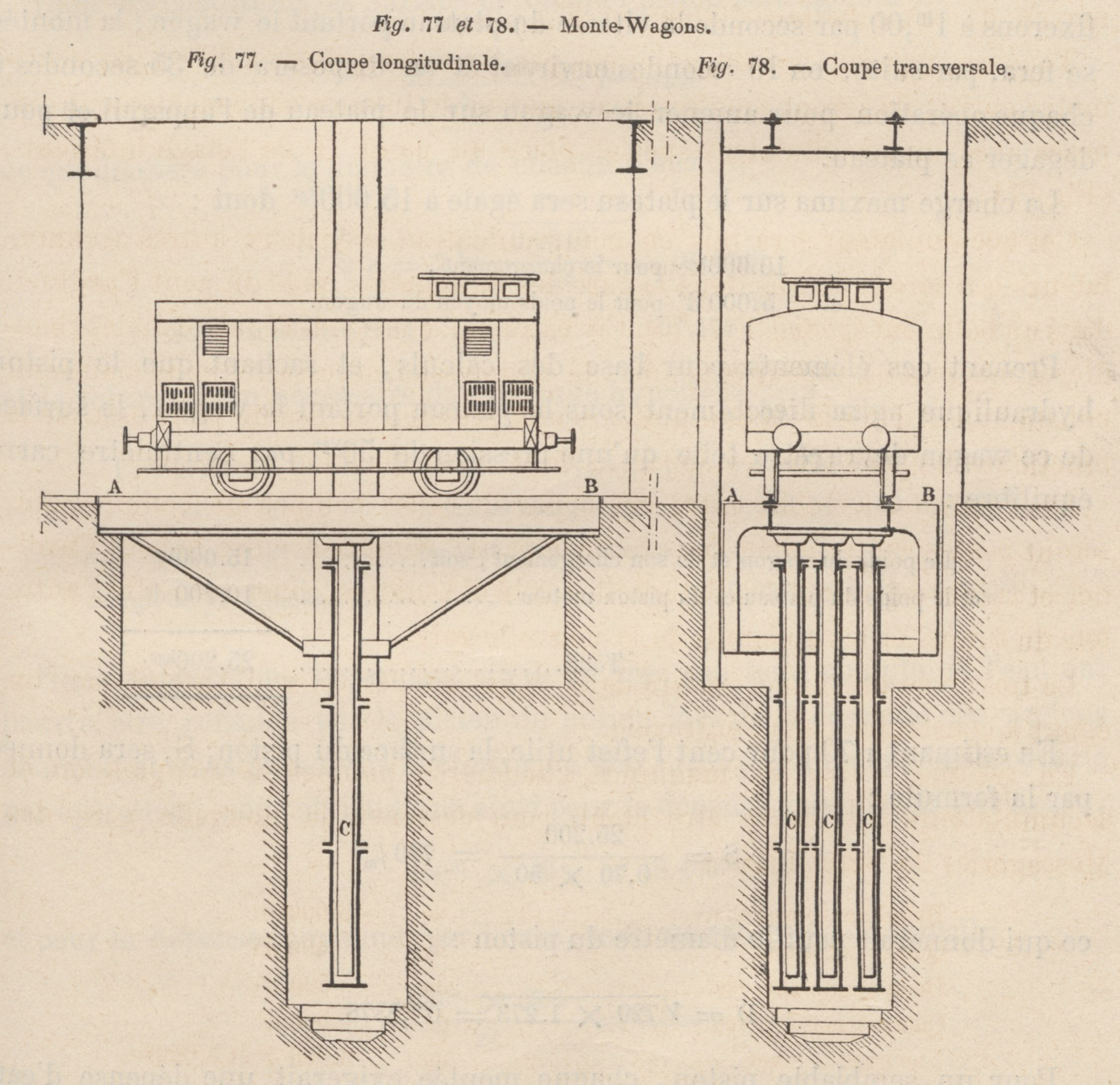
Plan du monte-wagons.
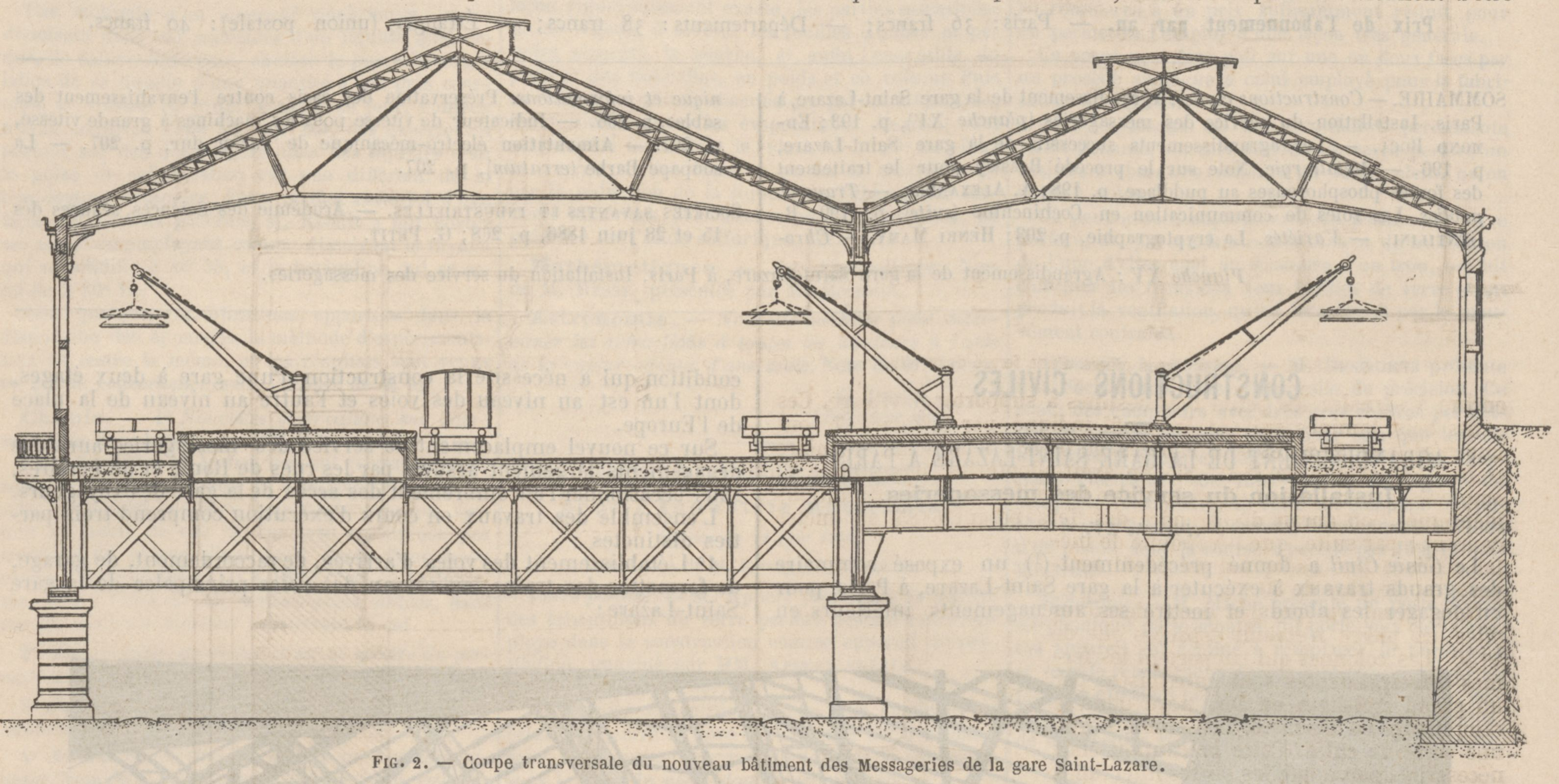
Coupe transversale.
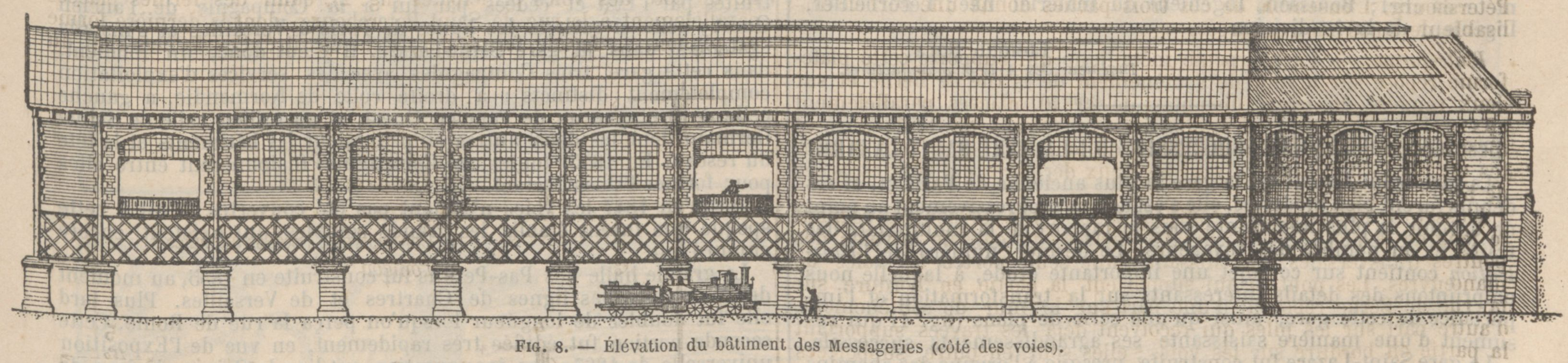
Élévation côté voie.
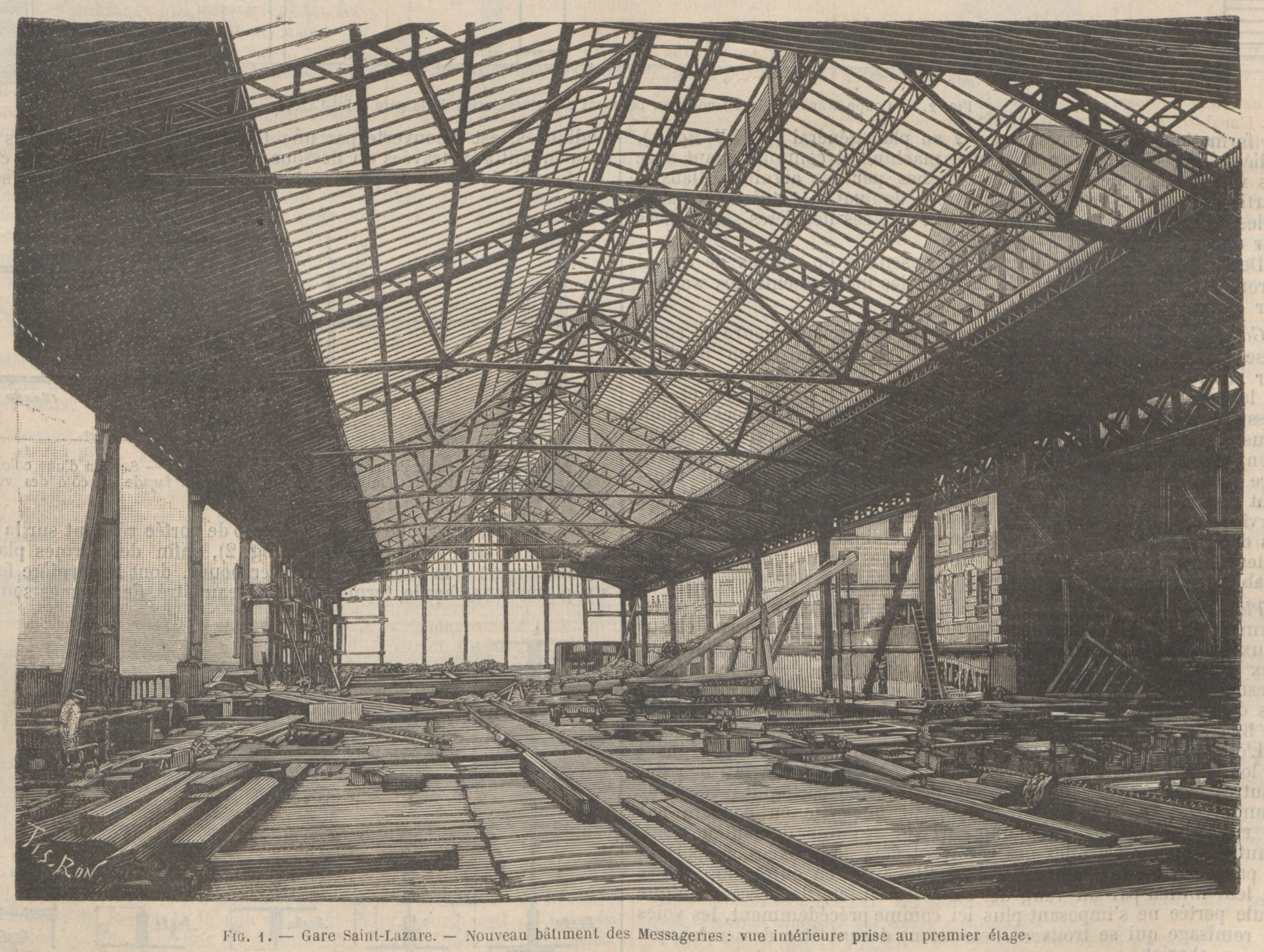
Gare supérieure en construction.
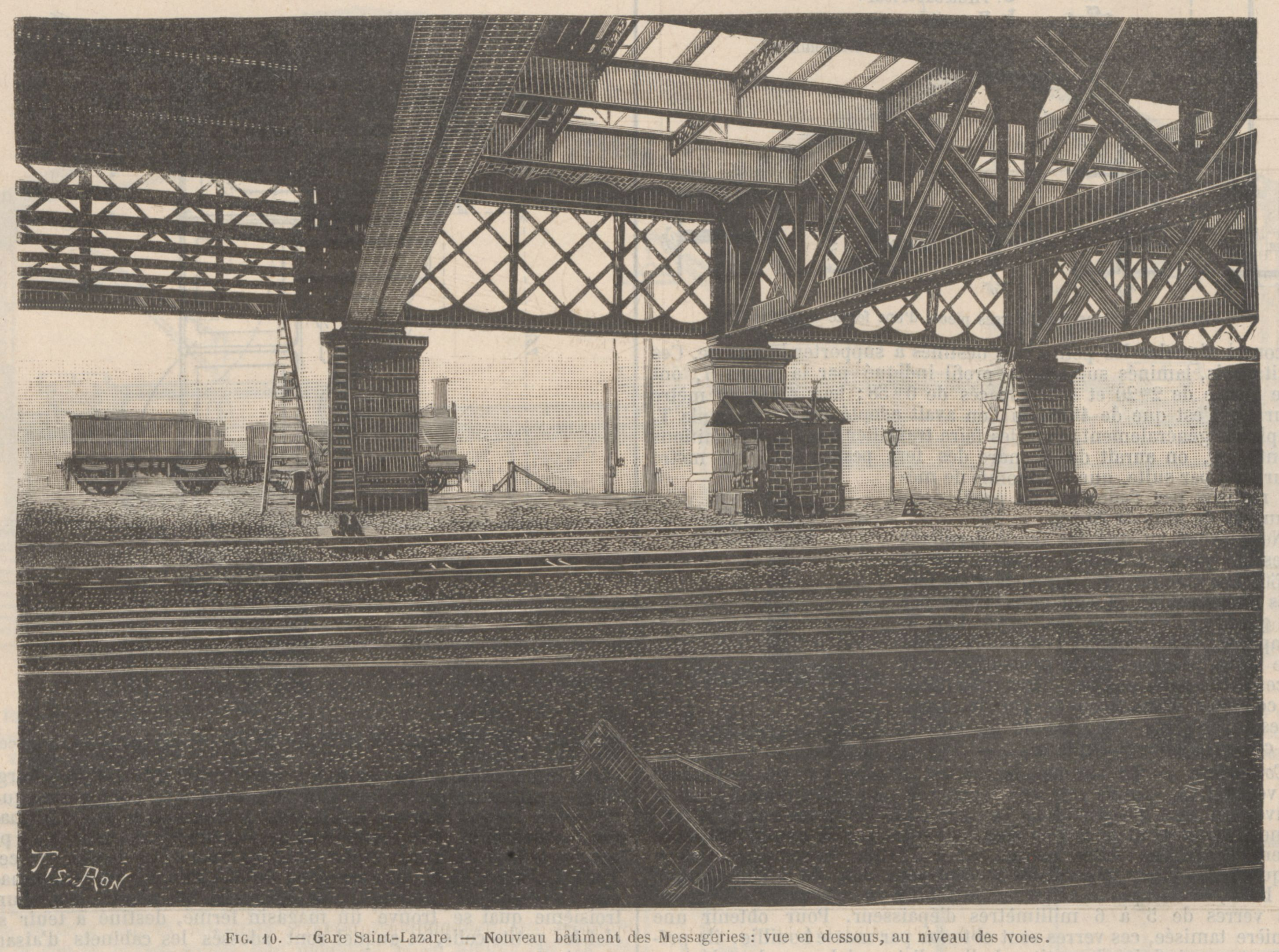
Gare inférieure en construction.

#### L'extension

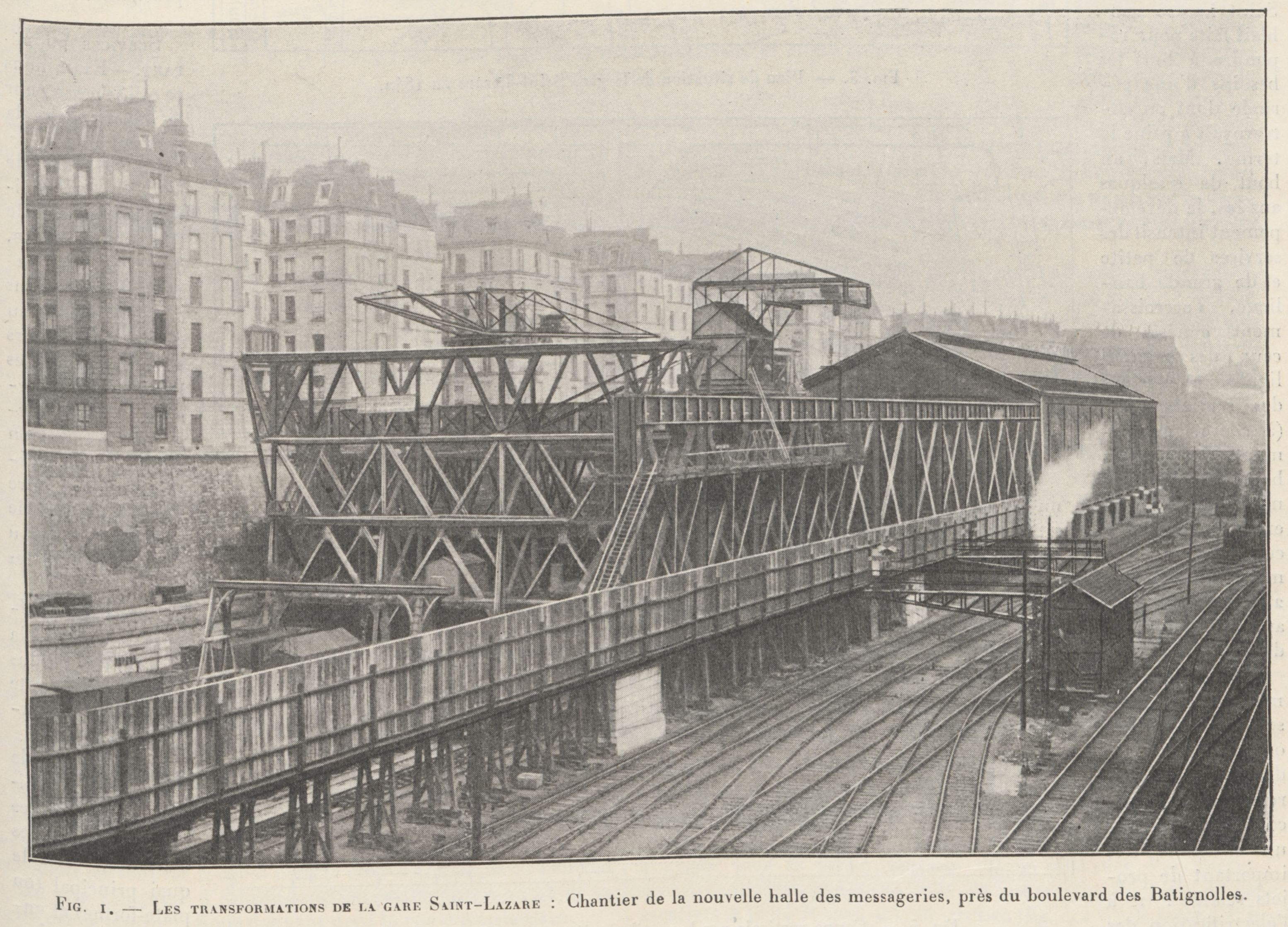
La nouvelle halle en construction (1914).

Dans les années 1910, le bâtiment ne répond plus aux besoins. Les cours existantes sont trop exiguës pour accueillir toutes les voitures et un certain nombre d'entre elles doivent stationner dans la rue de Saint-Pétersbourg. Les voies de la gare supérieure ont une capacité de 34 wagons seulement alors que le mouvement journalier monte à 300. Il est donc décidé de conduire une réorganisation complète du service. Un programme d'amélioration est approuvé en 1912 par le ministre des Travaux publics. Il est décidé de construire un nouveau bâtiment à l'emplacement de l'ancienne remise à voitures entre le premier hall et l'entrée du tunnel des Batignolles (qui commençait sous le boulevard des Batignolles). En forme de trapèze, il mesure 106 m de long et 37 m de large en moyenne. Il repose sur une plateforme dont l'ossature est constituée par des poutres en acier et qui est supportée du côté de la rue de Berne par un mur de soutènement et du côté des voies principales par quatre piliers en pierre de taille, espacés de 50 m. Il est divisé en deux niveaux au-dessus des voies ferrées. Afin d'améliorer le service, les arrivages et les expéditions sont en effet complètement séparés. Le niveau inférieur du nouveau bâtiment et l'ancienne halle, situés au même niveau (9,60 m), sont réservés aux expéditions. Sur le plateau de 10 600 m2, sont aménagés trois quais à marchandises desservis par deux voies reliées entre elles par des plaques tournantes et par un chariot à niveau de 20 m. Les arrivages sont reportés au niveau supérieur du nouveau bâtiment, situé à 17,35 m du sol, au niveau du boulevard des Batignolles. Les véhicules peuvent accéder à ce niveau directement depuis le boulevard par un pont de 13 m de large et de 31 m de long. Sur ce plateau de 5 800 m, sont prévus un quai à marchandises de 120 m de longueur et de 10 m de largeur, desservi par deux voies longitudinales reliées aux voies inférieures par deux monte-wagons de 25 mètres, communs avec la cour des expéditions. Ce quai doit également être muni des engins de levage nécessaires. Le nouveau bâtiment doit également accueillir les services de la douane, dont des locaux situés en bordure de la cour d'arrivée des grandes lignes sont trop exigus.
Les travaux commencent, mais prennent du retard du fait de la guerre. En 1919, la seconde halle est construite,. Les deux nouveaux monte-wagons actionnés par des moteurs à courant continu à tension variable, produit dans une sous-station électrique créée sur place, ne sont mis en place qu'à la fin des années 1920 (le deuxième monte-wagon n'étant toutefois pas terminé en 1926).

### La désaffectation des halles

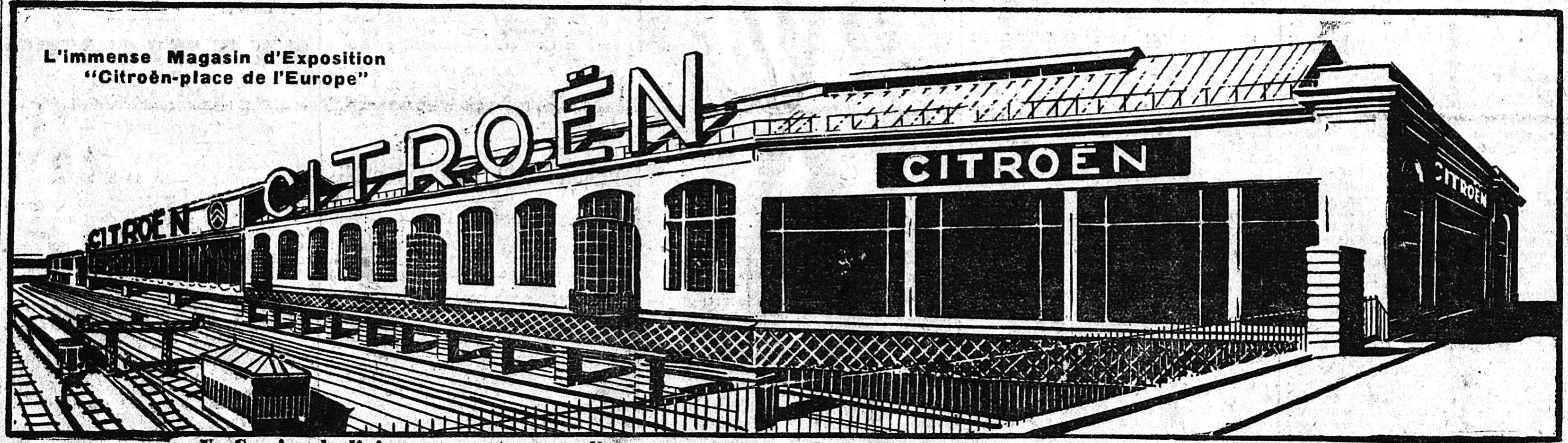
Publicité pour l'ouverture en 1931 du magasin Citroën.

Dans l'immédiate après-guerre, la concurrence automobile et la situation défavorable de l'économie générale produisent une baisse sensible du trafic des messageries. Les halles, exiguës et nécessitant de nombreuses manutentions, sont abandonnées au profit du site du dépôt des Batignolles.
En 1931, André Citroën loue les halles afin d'y aménager le palais des expositions Citroën. Les travaux sont confiés à Georges Wybo. En trois semaines, vingt corps de métiers différents œuvrent afin d'aménager un lieu d'exposition. D'immenses baies sont ouvertes (notamment du côté des voies ferrées), le portail sur la rue de Petrograd (rue de Saint-Pétersbourg) est reconstruit, les toitures sont refaites, des murs sont élevés et des bureaux sont créés. L'enseigne CITROËN, placé en bordure de voies ferrées, mesure 110 m de long et 8 m de haut. Le 30 septembre 1931, André Citroën inaugure le palais des expositions avec ses concessionnaires lors d'une grande fête. Sur une surface au sol de 15 000 m2, la marque souhaite offrir un catalogue géant. Près de 500 véhicules, ainsi que les pièces entrant dans la fabrication des automobiles, y sont exposés. La propagande souligne que le magasin d'exposition est aussi vaste que le Grand Palais. Des films réalisés par Automobile Citroën, notamment les films des différentes croisières Citroën, y sont projetés. Les visiteurs y trouvent également un salon de thé et un magasin où sont exposés et vendus les jouets Citroën. Fin 1933, le décorateur Maréchal réaménage le lieu en hall d'informations. Le palais est parfois dénommé « musée Citroën ». Le 13e salon de la TSF y est organisé en 1936,. Le magasin ferme pendant la Seconde guerre mondiale et n'est pas rouvert.
En 1939, Léon Azéma construit un centre de tri postal à l'emplacement de la petite halle bâtie en 1886 sur la rue de Berne pour remplacer les locaux jusqu'alors situés sur la rue Intérieure. En 1949, les bâtiments font l'objet de travaux de réhabilitation. Des niveaux sont créés dans la halle de 1919 afin d’abriter de nouvelles fonctions. Les halles reçoivent leurs fonctions actuelles : la halle de 1919 est occupée par un parc de stationnement, celle de 1886 par un centre de tri de la Poste et un restaurant d’entreprise SNCF.
En 2014, l'Atelier parisien d'urbanisme (APUR) a identifié la halle, qui appartient toujours à la SNCF, comme un lieu possible pour établir un établissement de logistique urbaine, mais aucun projet concret ne fait suite à cette étude. En 2015, le promoteur SOFERIM fait l'acquisition d'une partie de la halle de 1886 (l'ancienne cantine SNCF établie en R+1 et les combles), le premier niveau sur rue restant exploité par le groupe La Poste. Le promoteur a acquis ce bien « sans condition suspensive d’obtention de permis de construire ni de financement ». Le promoteur souhaite rehausser le bâtiment de trois ou quatre étages supplémentaires si les conditions techniques le permettent. Il envisage alors la possibilité d'y ouvrir une école de commerce, un campus, un multiplexe, un espace de coworking, un centre sportif, voire un casino. La Commission du Vieux Paris, réunie le 19 février 2016 s'oppose toutefois à la destruction de cette halle pour trois raisons : « l'importance de ce bâtiment lié au développement du réseau ferroviaire de la gare Saint-Lazare au XIXe siècle », « les grandes qualités spatiales et structurelles de son architecture » et le fait que « l'intervention due, dans les années 1930, à l’architecte Georges Wybo, qui transforma les premières travées de la halle en palais des expositions « Citroën », constitue un moment important de l’histoire de l’automobile à Paris et un bel exemple de remploi et d’intégration urbaine réussis ». Ce projet n'a pas été réalisé. Vers 2020[Quand ?] les anciennes messageries ont fait l'objet d'une restauration (changement des huisseries, installation d'une terrasse sur la rue de Saint-Petersbourg). La halle accueille désormais les bureaux de l'entreprise PayFit.

Sélection d'illustrations
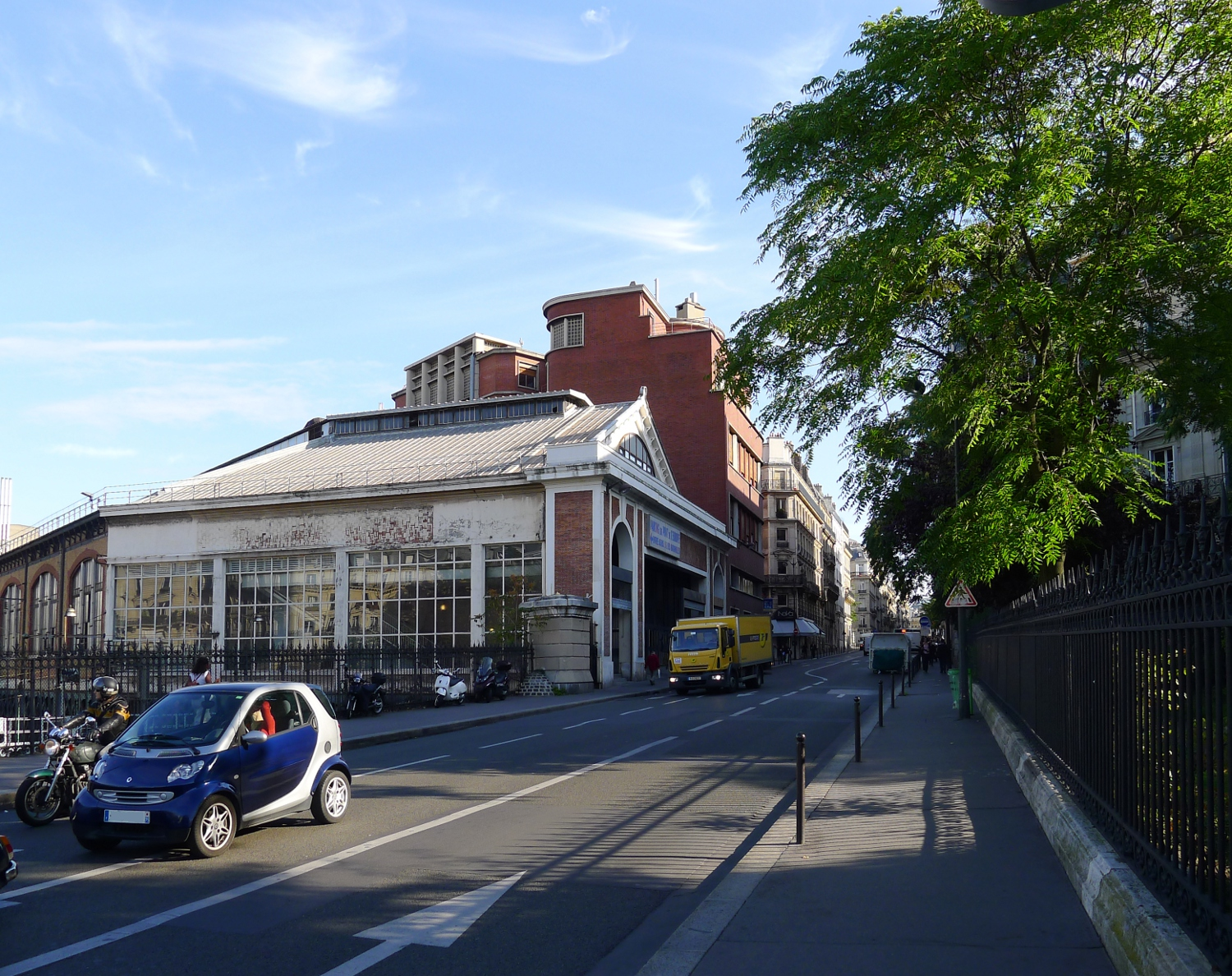
Accès et entrée sur la rue de Saint-Pétersbourg, avant restauration.
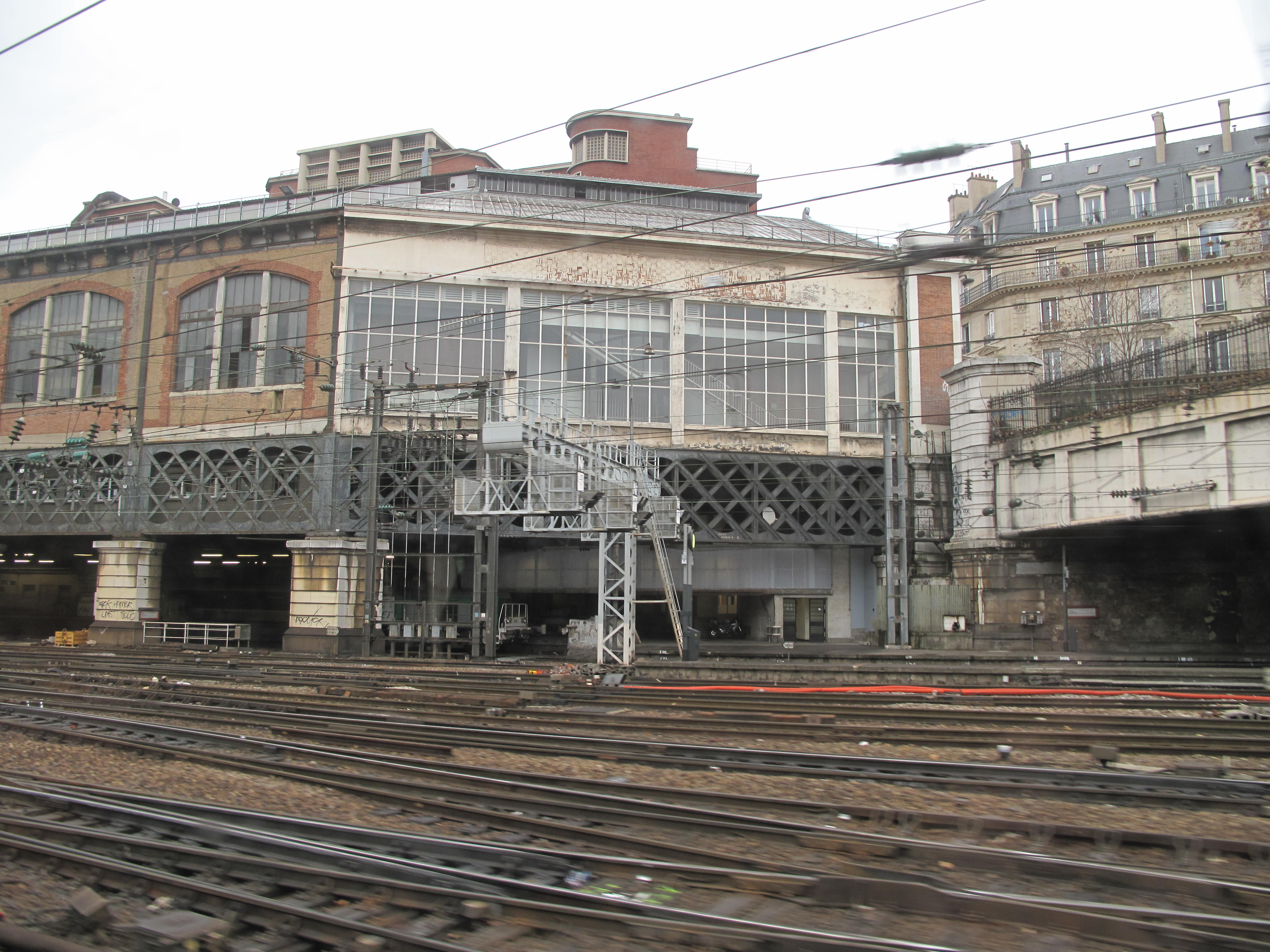
Verrière de l'entrée sur la rue de Saint-Pétersbourg vue depuis les voies ferrées, avant restauration.
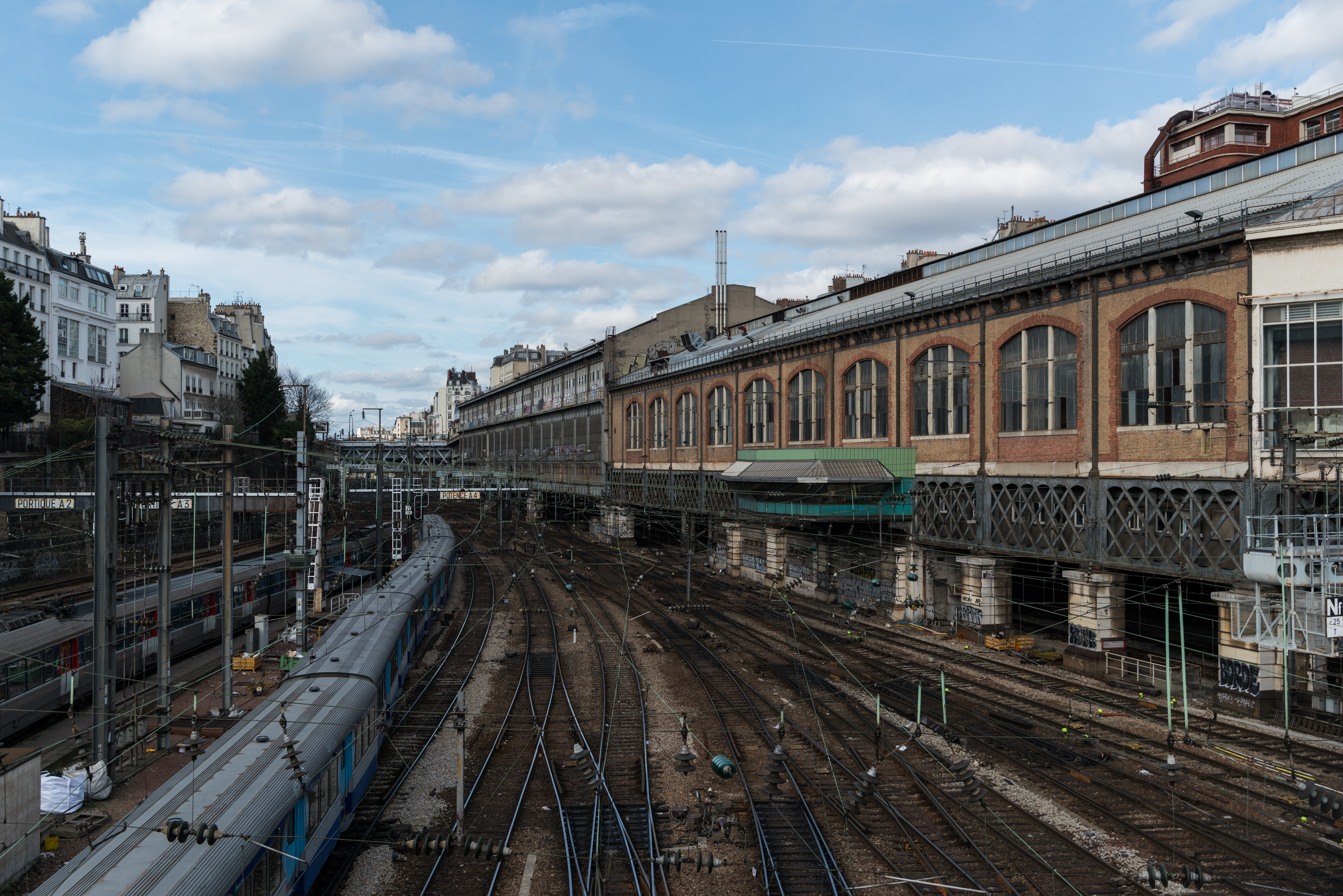
Les halles vues depuis le pont de la place de l'Europe.
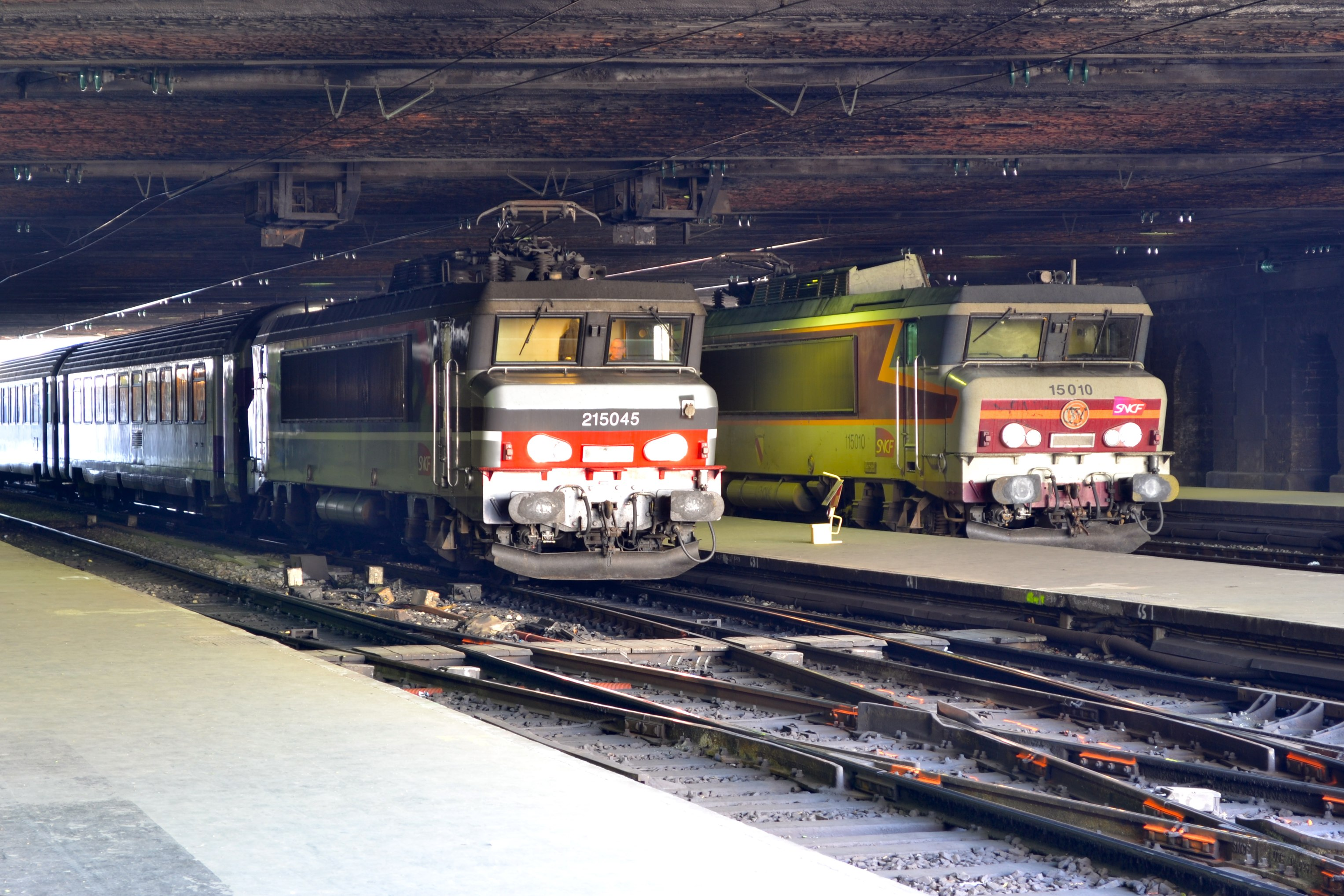
Tête des quais de grandes lignes, sous la place de l'Europe.